# 長征3号B
長征3号B (中国語: 长征三号乙火箭) は、中華人民共和国の衛星打ち上げロケット。中国語での正式名称は長征3号乙である。英語では Long March 3B や Chang Zheng 3B と表記しLM-3B、CZ-3B等と略される。
1996年に導入され、四川省の西昌衛星発射センターの第2射場から打ち上げられた。4段目に外部取付け式補助エンジンを持つ3段ロケットであり、長征系列で最も能力が高かった長征3号系統でも最重のロケットであり、対地同期軌道の通信衛星の打ち上げなどに利用されている。
増強型の長征3号B/Eは2007年に導入され、ロケットの静止トランスファ軌道への輸送能力と重量級の対地同期軌道通信衛星打ち上げ能力が向上している。また、中規模能力の長征3号Cの開発元ともなっており、長征3号Cは2008年に初飛行を行った。2023年8月時点で長征3号B系統は91回打ち上げが行われている。

## 歴史

長征3号Bの図、液体ロケットブースターが4機取り付けられている

国際対地同期軌道衛星市場の需要に合わせた長征3号Bの開発は1986年に始まった。
1996年2月14日のインテルサット708を搭載した初飛行の際、ロケットは飛行の2秒後に誘導の失敗に直面し、近くの町に墜落し、少なくとも6人の住民が死亡したとされ、外部の見積もりでは全域で200人から500人が死亡したのではないかとされる。しかし、それ以降の著者は、墜落現場は発射前に立ち退きがなされたことを示唆する証拠を理由に大規模な死傷者を除外している。
1997年のフィリピンのアギラ2号衛星は長征3号Bロケットの一部が正確な軌道への投入精度が悪かったために到達のために衛星搭載燃料の利用を余儀なくされた。2009年には長征3号Bは3段目の異常によって打ち上げの部分的失敗に陥り、インドネシアのパラパ-Dの予定軌道への投入に失敗した。しかしながら衛星は自己搭載燃料によるマニューバで計画軌道に移動している。長征3号B系統のロケットはいずれも現役であり、2023年8月現在までに91機が打ち上げられ、87回成功している。
2013年12月、長征3号B/Eは中国初の月面着陸機と月面車玉兎号を搭載した嫦娥3号を打ち上げ、月遷移軌道への投入に成功した。
2018年に人工衛星2基を一度に打ち上げられる能力（一箭双星）を成功させた。

## 設計と改良
長征3号Bは長征3号Aを基にしており、4機の液体ロケットブースターが第1段に取り付けられている。低軌道 (LEO) へ12,000kg、静止トランスファ軌道 (GTO) に5,100kgの輸送能力を持つ

### 長征3号B/E
長征3号B/Eは長征3号Bの増強型であり、拡大型の第1段とブースターが搭載され、GTOへの輸送能力が5,500kgに拡大している。初飛行は2007年5月13日に行われ、アフリカ初の対地同期軌道通信衛星となるナイジェリアのNigComSat-1の打ち上げに成功した。
2013年には中国発の月面着陸機と月面車玉兎号を搭載した嫦娥3号の打ち上げにも使われている。

### 長征3号C
長征3号Bの近代化版である長征3号Cは長征3号Aと長征3号Bの輸送能力の隙間を埋めるために1990年代半ばから開発が始まった。これは設計は長征3号Bとほぼ同じであるものの、ブースターが2機に減らされており、このため打ち上げ能力はGTOで3,800kgに減っている。2008年4月25日に処女飛行が行われた。

## 打ち上げ一覧
| 機体 番号 | 打ち上げ日時 (UTC)   | 射場                      | 型式    | 積荷                  | 軌道 | 成否       |
| --------- | -------------------- | ------------------------- | ------- | --------------------- | ---- | ---------- |
| 1         | 1996年2月14日 19:01  | 西昌衛星発射センター LA-2 | 3B      | Intelsat 708          | GTO  | 失敗       |
| 2         | 1997年8月19日 17:50  | 西昌衛星発射センター LA-2 | 3B      | アギラ2号             | GTO  | 成功       |
| 3         | 1997年10月16日 19:13 | 西昌衛星発射センター LA-2 | 3B      | APStar 2R             | GTO  | 成功       |
| 4         | 1998年5月30日 10:00  | 西昌衛星発射センター LA-2 | 3B      | Chinastar 1           | GTO  | 成功       |
| 5         | 1998年7月18日 09:20  | 西昌衛星発射センター LA-2 | 3B      | SinoSat 1             | GTO  | 成功       |
| 6         | 2005年4月12日 12:00  | 西昌衛星発射センター LA-2 | 3B      | APStar 6              | GTO  | 成功       |
| 7         | 2006年10月28日 16:20 | 西昌衛星発射センター LA-2 | 3B      | SinoSat 2             | GTO  | 成功       |
| 8         | 2007年5月13日 16:01  | 西昌衛星発射センター LA-2 | 3B/E    | NigComSat-1           | GTO  | 成功       |
| 9         | 2007年7月5日 12:08   | 西昌衛星発射センター LA-2 | 3B      | ChinaSat 6B           | GTO  | 成功       |
| 10        | 2008年6月9日 12:15   | 西昌衛星発射センター LA-2 | 3B      | 中星9号               | GTO  | 成功       |
| 11        | 2008年10月29日 16:53 | 西昌衛星発射センター LA-2 | 3B/E    | ヴェネサット-1        | GTO  | 成功       |
| 12        | 2009年8月31日 09:28  | 西昌衛星発射センター LA-2 | 3B      | パラパ-D              | GTO  | 部分的失敗 |
| 13        | 2010年9月4日 16:14   | 西昌衛星発射センター LA-2 | 3B/E    | 中星6A                | GTO  | 成功       |
| 14        | 2011年6月20日 16:13  | 西昌衛星発射センター LA-2 | 3B/E    | 中星10号              | GTO  | 成功       |
| 15        | 2011年8月11日 16:15  | 西昌衛星発射センター LA-2 | 3B/E    | Paksat-1R             | GTO  | 成功       |
| 16        | 2011年9月18日 16:33  | 西昌衛星発射センター LA-2 | 3B/E    | 中星1A号（烽火2A）    | GTO  | 成功       |
| 17        | 2011年10月7日 08:21  | 西昌衛星発射センター LA-2 | 3B/E    | Eutelsat W3C          | GTO  | 成功       |
| 18        | 2011年12月19日 16:41 | 西昌衛星発射センター LA-2 | 3B/E    | NigComSat-1R          | GTO  | 成功       |
| 19        | 2012年3月31日 10:27  | 西昌衛星発射センター LA-2 | 3B/E    | 亜太7号（APStar 7）   | GTO  | 成功       |
| 20        | 2012年4月29日 20:50  | 西昌衛星発射センター LA-2 | 3B      | Compass-M3 Compass-M4 | MTO  | 成功       |
| 21        | 2012年5月26日 15:56  | 西昌衛星発射センター LA-2 | 3B/E    | 中星2A号（神通2）     | GTO  | 成功       |
| 22        | 2012年9月18日 19:10  | 西昌衛星発射センター LA-2 | 3B      | Compass-M5 Compass-M6 | MTO  | 成功       |
| 23        | 2012年11月27日 10:13 | 西昌衛星発射センター LA-2 | 3B/E    | 中星12号              | GTO  | 成功       |
| 24        | 2013年5月1日 16:06   | 西昌衛星発射センター LA-2 | 3B/E    | 中星11号              | GTO  | 成功       |
| 25        | 2013年12月1日 17:30  | 西昌衛星発射センター LA-2 | 3B/E    | 嫦娥3号               | LTO  | 成功       |
| 26        | 2013年12月20日 16:42 | 西昌衛星発射センター LA-2 | 3B/E    | Túpac Katari 1        | GTO  | 成功       |
| 27        | 2015年7月25日 12:29  | 西昌衛星発射センター LA-2 | 3B/YZ-1 | BDS M1-S BDS M2-S     | MEO  | 成功       |
| 28        | 2015年9月12日 15:42  | 西昌衛星発射センター LA-2 | 3B/E    | TJSSW-1               | GTO  | 成功       |
| 29        | 2015年9月29日 23:13  | 西昌衛星発射センター LA-3 | 3B/E    | BDS I2-S              | GTO  | 成功       |

## 打ち上げ失敗

### インテルサット708の打ち上げ失敗
1996年2月14日、インテルサット708を打ち上げる予定であった長征3号Bの初打ち上げは打ち上げ直後にロケットが進路を変え、打ち上げ23秒後に西昌市の市街地に墜落・爆発した。中国政府の公式確認では死者56名、西側メディアの推測では死者は数百名ともいわれている。事故原因は打ち上げ時のロケットの誘導基幹ソフトウェアの短絡とされる。

### パラパ-D打ち上げ失敗
2009年8月31日、パラパ-Dの打ち上げ時、3段目エンジンが燃焼不全を起こし、衛星が予定軌道よりも低い位置に投入された。衛星は自らのエンジンを利用した軌道マヌーバを繰り返し、最終的には予定していた静止軌道に移動したが、寿命は10.5年に短縮された。調査の結果、エンジンの液体水素発生器に氷が詰まったことでエンジンのガス発生器が解け落ちたことがわかった。